# Nikolaj Coster-Waldau
Nikolaj Coster-Waldau (født 27. juli 1970 i Rudkøbing) er en dansk skuespiller og producer. Han blev færdiguddannet på Statens Teaterskole i 1993 og havde herefter roller på bl.a. Betty Nansen Teatret, Dr. Dantes Aveny og Teater Mungo Park. På film fik han gennembrud med hovedrollen i Nattevagten (1994). Han har siden haft hovedroller i bl.a. Vildspor (1998), Flugten fra Jante (1999), På fremmed mark (2000) og Rembrandt (2003). Waldau har også haft internationale roller i bl.a. Black Hawk Down (2001), Kingdom of Heaven (2005), Firewall (2006), Headhunters (2011), The Other Woman (2014) og The Silencing (2020). I 2008 spillede han hovedrollen i den amerikanske tv-serie New Amsterdam.
I 2011 fik Coster-Waldau rollen som Jamie Lannister i HBO-serien Game of Thrones. Rollen har gjort Coster-Waldau til et kendt ansigt i mange lande, og han var i 2017 en af verdens bedst betalte skuespillere på tv. For sin rolle som Jaime Lannister blev Coster-Waldau flere gange Emmy Award-nomineret.
Waldau har siden 1997 været gift med skuespiller og sanger Nukâka Coster-Waldau.

## Barn- og ungdom
Nikolaj Coster-Waldau er vokset op i Tybjerg på Sydsjælland.
Han har to ældre søskende. Hans forældre nåede at blive skilt og gift igen, mens han var barn. De blev skilt igen senere, da han var flyttet hjemmefra. Hans mor arbejdede som overbibliotekar på Glumsø Hovedbibliotek,og hans far arbejdede delvist i Grønland og var derfor en del væk hjemmefra. Faderen var desuden alkoholiker og skyld i meget af det kaos, som Coster-Waldau følte, der var i hans barndomshjem.
Sent i Nikolajs liv blev han gennem først gentest dernæst DNA-test vidende om at han havde en anden far, en information som chokerede Nikolaj. Faderen skulle vise sig at være Kjeld Veirup, tidligere forstander for Filmskolen i Ebeltoft, en af grundlæggerne af DRs dokumentarsektion. Dette tema taler Nikolaj om i DRs “En særlig samtale” i november 2024.
Gennem hele sin barndom var Coster-Waldau en dagdrømmer. Han kunne bruge timevis på at søge ind i sin egen verden og følte sig altid lidt udenfor, på trods af at han dog havde venner. Han led af ekstrem generthed, noget han selv mener skuespillet har hjulpet ham med at overvinde. Selvom ingen rigtigt troede på hans drømme, havde han selv en indre tro på, at han kunne blive skuespiller, så efter sin studentereksamen fra Næstved Gymnasium flyttede han til København og begyndte at tage dramaundervisning.

## Karriere
Coster-Waldau blev uddannet fra Statens Teaterskole i 1993. Han debuterede på Betty Nansen Teatret i stykket Hamlet, men hans gennembrud kom med filmen Nattevagten fra 1994.
Nogen tid efter succesen med Nattevagten rejste Coster-Waldau til England for en periode.
Det lykkedes ham at komme med i en række engelsksprogede film, deriblandt krigsfilmen Black Hawk Down fra 2001 instrueret af den fremtrædende instruktør Ridley Scott. For at kunne udfylde rollen som soldat i filmen måtte Coster-Waldau først igennem et hårdt træningsprogram i det amerikanske Fort Bragg i North Carolina.
Med hovedrollen som John Amsterdam i Fox' politiserie New Amsterdam i 2008 fik han for alvor et gennembrud på amerikansk tv. Serien blev dog ikke den helt store succes, man havde forventet, men mange fik øjnene op for den danske hovedperson. Han fik ros for at spille overbevisende og tale amerikansk uden dansk accent.
Han har været hovedpersonen i en af SAS' reklamefilm.
Han har vundet Søren Bregendal Prisen for både sin rolle som Sune i Den gode strømer og for rollen som Thomas i Himmerland.
I årene 2011-2019 havde han en af hovedrollerne i den populære tv-serie Game of Thrones som Jaime Lannister. Serien er baseret på George R. R. Martins storsælgende fantasy-romanserie A Song of Ice and Fire. For rollen som Jamie Lannister er Waldau blevet nomineret til en lang række priser, herunder Emmy Award, Screen Actors Guild Award, Critics' Choice Television Award, Saturn Award og People's Choice Award.
Den fremtrædende rolle i Game of Thrones medførte, at Coster-Waldau var en af de ti medvirkende, der i 2018 blev portrætteret på et frimærke i Storbritannien.
Han medvirker desuden i science fiction-filmen Oblivion. Han medvirkede også i gyseren "Mama" (2013).

## Privatliv
Coster-Waldau har siden 1998 været gift med den grønlandske skuespiller, sangerinde og model Nukâka Coster-Waldau, med hvem han har to døtre. Nikolaj Coster-Waldau er goodwill-ambassadør for FN med fokus på FN's bæredygtige udviklingsmål og rettigheder for kvinder og piger.

## Filmografi
- Nattevagten (1994) – Martin
- Jacobs liste (1997) – Jacob
- Hemmeligheder (1997) – Mads
- Vildspor (1998) – Ossy
- Nattens engel (1998) – Frankie
- Antenneforeningen (1999) – Rocker
- Flugten fra Jante (1999) – Espen Arnakke
- På fremmed mark (2000) – Holt
- Enigma (2001) – Puck
- Black Hawk Down (2001) – Gordon
- 24 heures de la vie d'une femme (2002) – Anton
- Rembrandt (2003) – Kenneth
- Manden bag døren (2003) – Svend
- My Name Is Modesty (2004) – Miklos
- Den gode strømer (2004) – Sune
- Wimbledon (2004) – Dieter Prohl
- Kingdom of Heaven (2005) – Byens sheriff
- Shadow of the Sword (2005) – Martin
- Firewall (2006) – Liam
- Supervoksen (2006) – Martin
- The Baker (2007) – Bjorn
- Vidunderlig og elsket af alle (2007) – Micke
- De unge år: Erik Nietzsche sagaen del 1 (2007) – Sammy
- Kautokeino-opprøret (2008) – Biskop Juell
- Himmerland (2008) – Thomas
- Ved Verdens Ende (2009) – Severin Geertsen
- Hodejegerne (2011) – Claes Greve
- Oblivion (2013) - Sykes
- Mama (2013) - Lucas Desange / Jeffrey Desange
- A Thousand Times Good Night (2013) Marcus
- The Other Woman (2014) Mark
- En chance til (2014) Andreas
- Klovn Forever (2015) Medvirkende som sig selv
- Gods of Egypt (2016) Horus
- Shot caller 2017 Jacob
- 3 ting (2017)
- Domino (2019)
- Selvmordsturisten (2019)

### Tv-serier
- Lock, Stock..., afsnit 1, 3 (2000) – Jordi
- New Amsterdam (2008) – John Amsterdam
- Blekingegade (2009-2010) – Jan Weimann
- Game of Thrones (2011-2019) – Jaime Lannister
- Gennem Grønland - med Nikolaj Coster-Waldau (2019)

## Hæder
| År   | Pris                             | Kategori                                                      | Værk            | Resultat  | Ref.   |
| ---- | -------------------------------- | ------------------------------------------------------------- | --------------- | --------- | ------ |
| 1994 | Bodilprisen                      | Bedste mandlige hovedrolle                                    | Nattevagten     | Nomineret |        |
| 1999 | Robert                           | Årets mandlige hovedrolle                                     | Wildside        | Nomineret | [ 12 ] |
| 2003 | Robert                           | Årets mandlige hovedrolle                                     | The Bouncer     | Nomineret | [ 13 ] |
| 2011 | Scream Award                     | Best Ensemble                                                 | Game of Thrones | Nomineret | [ 14 ] |
| 2011 | Screen Actors Guild Award        | Best Ensemble in a Drama Series                               | Game of Thrones | Nomineret | [ 15 ] |
| 2013 | People's Choice Awards           | Favorite TV Anti-Hero                                         | Game of Thrones | Nomineret | [ 16 ] |
| 2013 | Critics' Choice Television Award | Best Supporting Actor in a Drama Series                       | Game of Thrones | Nomineret | [ 17 ] |
| 2013 | Satellite Awards                 | Best Supporting Actor – Series, Miniseries or Television Film | Game of Thrones | Nomineret | [ 18 ] |
| 2013 | Saturn Award                     | Best Supporting Actor on Television                           | Game of Thrones | Nomineret | [ 19 ] |
| 2013 | Gold Derby Awards                | Best Drama Supporting Actor                                   | Game of Thrones | Nomineret | [ 20 ] |
| 2013 | Screen Actors Guild Award        | Best Ensemble in a Drama Series                               | Game of Thrones | Nomineret | [ 21 ] |
| 2014 | Screen Actors Guild Award        | Best Ensemble in a Drama Series                               | Game of Thrones | Nomineret | [ 22 ] |
| 2015 | Screen Actors Guild Award        | Best Ensemble in a Drama Series                               | Game of Thrones | Nomineret | [ 23 ] |
| 2015 | Empire Awards                    | Empire Hero Award (shared with cast)                          | Game of Thrones | Vundet    | [ 24 ] |
| 2015 | Svendprisen                      | Årets bedste mandlige skuespiller                             | En chance til   | Nomineret | [ 25 ] |
| 2016 | Screen Actors Guild Award        | Best Ensemble in a Drama Series                               | Game of Thrones | Nomineret | [ 26 ] |
| 2017 | Zulu Awards                      | Årets Danske Skuespiller                                      | Game of Thrones | Nomineret | [ 27 ] |
| 2017 | Nordisk Film Fond                | Ove Sprogøe Prisen                                            |                 | Vundet    | [ 28 ] |
| 2017 | Screen Actors Guild Award        | Best Ensemble in a Drama Series                               | Game of Thrones | Nomineret | [ 29 ] |
| 2018 | Saturn Awards                    | Best Supporting Actor on a Television Series                  | Game of Thrones | Nomineret | [ 30 ] |
| 2018 | Primetime Emmy Awards            | Outstanding Supporting Actor in a Drama Series                | Game of Thrones | Nomineret | [ 31 ] |
| 2019 | Saturn Awards                    | Best Supporting Actor on Television                           | Game of Thrones | Nomineret | [ 32 ] |
| 2019 | Primetime Emmy Awards            | Outstanding Supporting Actor in a Drama Series                | Game of Thrones | Nomineret | [ 33 ] |
| 2019 | Screen Actors Guild Award        | Best Ensemble in a Drama Series                               | Game of Thrones | Nomineret | [ 34 ] |
| 2022 | Bodilprisen                      | Bedst mandlige hovedrolle                                     | Smagen af sult  | Nomineret | [ 35 ] |
| 2022 | Robertprisen                     | Årets mandlige hovedrolle                                     | Smagen af sult  | Nomineret |        |